# Die Gynäkologie
Die Gynäkologie, vor Juni 2022 Der Gynäkologe, ist eine medizinische Fachzeitschrift, deren Beiträge ein Peer-Review-Verfahren durchlaufen. Sie veröffentlicht praxisnahe Übersichtsartikel zu Themen der Gynäkologie, Endokrinologie, Reproduktionsmedizin und Geburtshilfe. Als offizielles Fortbildungsorgan der Deutschen Gesellschaft für Gynäkologie und Geburtshilfe e. V. (DGGG) werden auch zertifizierte CME-Beiträge angeboten.
Die Zeitschrift wird von einem Editorial-Board in Zusammenarbeit mit der Deutschen Gesellschaft für Gynäkologie und Geburtshilfe herausgegeben und seit 1968 vom Springer Verlag verlegt.
Dem Herausgebergremium gehören Klaus Diedrich, Günter Emons, Klaus Friese, Wolfgang Janni, Walter Jonat, Marion Kiechle, Rolf Kreienberg, Nicolai Maass, Olaf Ortmann, Thomas Strowitzki und Klaus Vetter an.
Die Zeitschrift widmet sich monatlich einem wechselnden Leitthema, welches durch die Rubriken Bild und Fall, CME Weiterbildung – Zertifizierte Fortbildung, Frauengesundheit in der Praxis, Für Sie gelesen, Gynäkologie aktuell und Medizinrecht ergänzt wird. Einzelne Beiträge werden bereits vor der späteren Druckausgabe im Internet als Online-First-Artikel publiziert.
Im April 2022 hatte der Springer Medizin Verlag die Umbenennung der Zeitschrift zu Die Gynäkologie ab Juni 2022 angekündigt.